# The Silence of Dean Maitland
Pour plus de détails, voir Fiche technique et Distribution.
The Silence of Dean Maitland est un film australien réalisé par Ken G. Hall, sorti en 1934.
C'est la troisième adaptation au cinéma du roman de Maxwell Gray. Ce film a marqué un tournant dans la création d'un cinéma australien distinct du cinéma britannique. Son succès au box-office australien a permis sa sortie en Angleterre, où il a également connu un franc succès.

## Synopsis
Cyril Maitland, un pasteur vivant dans une petite ville côtière, met enceinte la belle Alma Lee, alors qu'il est fiancé à une autre femme. Lorsque Ben, le père d'Alma, découvre la grossesse, il attaque Maitland mais se tue dans une chute. Le meilleur ami de Maitland, le docteur Henry Everard, est accusé à sa place et passe vingt ans en prison, tandis que la carrière de Maitland prospère.

## Fiche technique
- Réalisation : Ken G. Hall
- Scénario : Gayne Dexter, Edmund Barclay d'après une pièce adaptée d'un roman de Maxwell Gray
- Photographie : Frank Hurley
- Montage : William Shepherd
- Musique : Hamilton Webber
- Production : Cinesound Productions
- Genre : Drame[2]
- Distributeur : 
  - British Empire Films (Australie)
  - RKO (Angleterre)
- Durée : 97 minutes
- Date de sortie : 
  - Australie : mai 1934
  - Royaume-Uni : 1935

## Distribution
- John Longden : Dean Maitland
- Charlotte Francis : Alma Lee
- Jocelyn Howarth : Alma Gray
- John Warwick : Dr Henry Everard
- John Pickard : Tommy Everard
- Bill Kerr : Cyril Maitland Jnr
- Fred MacDonald : Granfer
- George Lloyd : Granfer
- Claude Turton : Charlie Gray
- W. Lane Bayliff : Reverend Maitland Snr
- Les Warton : Ben Lee
- Leal Douglas : Mrs Lee